# Крка (притока Сави)

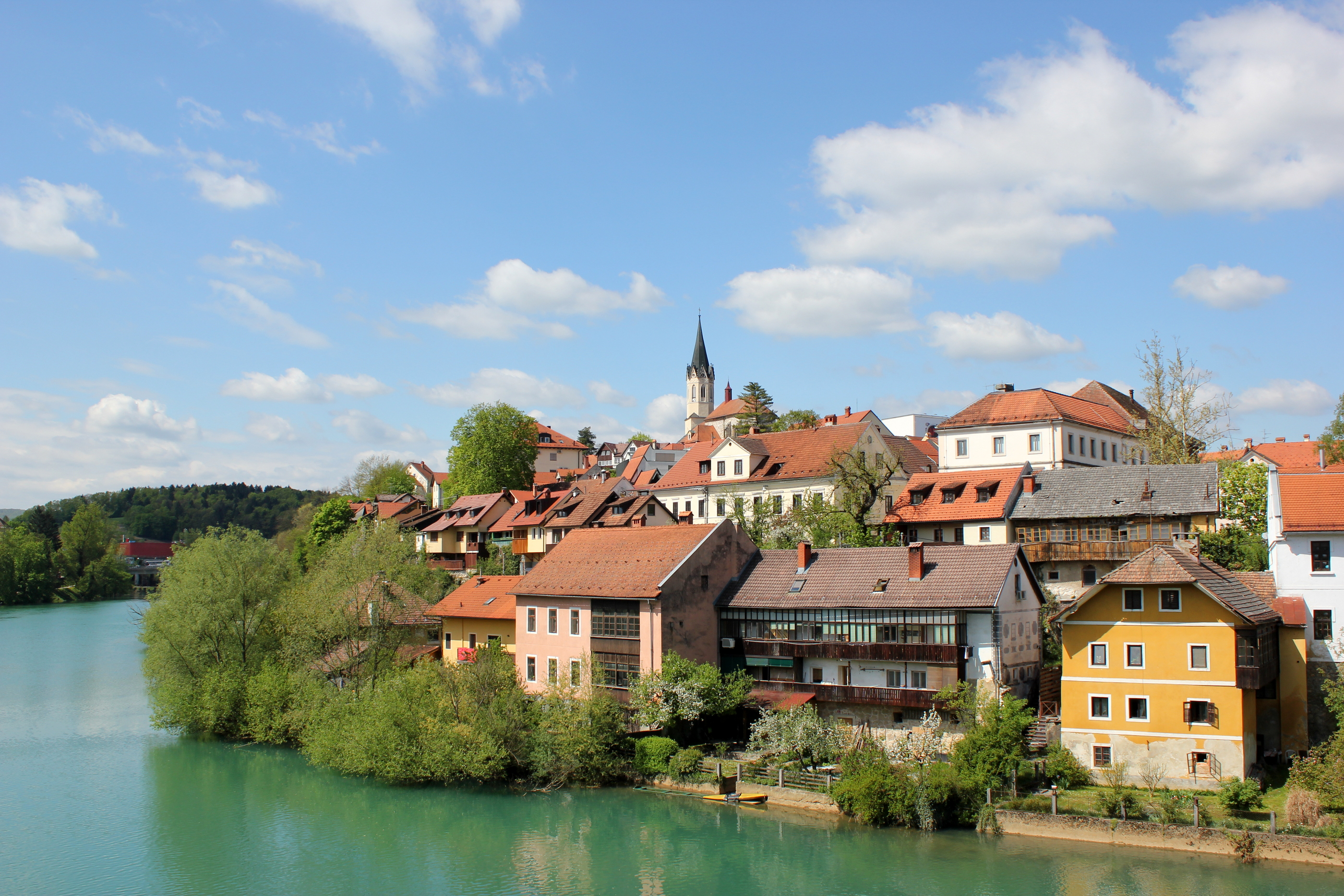
Крка, що протікає через Ново Место

Крка (словен. Krka, вимовляється [ˈkəɾka]; нім. Gurk, нім. вимова: [ɡʊʁk] ( прослухати); лат. Corcoras) - річка на південному сході Словенії (традиційний регіон Нижня Крайна), права притока Сави. З довжиною 94,6 км, це друга за довжиною річка, що протікає повністю у Словенії, після Савіньї.

## Назва
Вперше назва Крка було засвідчено в письмових джерелах як 799 року як Corca (і як Gurke в 1025 році, і in Gurka fluvio в 1249 році). Словенська назва походить від слов'янської * Kъrka, заснована на романській назві * Corcra або * Corca, що, в свою чергу, походить від Corcora. Багато річок мали цю назву, або подібні назви, у давнину. Вважається, що це ім’я дороманського походження і може базуватися на ономатопеї.

## Витік
Крка має витік у карстовому джерелі, що лежить у кишеньковій долині під печерою Крка, на північ від села Крка, у близько 25 км на південний схід від Любляни, перед тим як повернути на південний схід. У період сильних злив вода проривається через головний вхід у печеру Крка і протікає проливним водоспадом через сходинки перед нею.

## Течія
Річка тече повз місто Жужемберк, Доленьське Топлице, місто Ново Место, замок Оточець та Костанєвиця-на-Кркі, та впадає у Саву у Брежиці біля хорватського кордону. Найбільша її притока - Пречна, продовження річки Темениця.